# NGC 781
NGC 781 ist eine Spiralgalaxie vom Hubble-Typ Sb im Sternbild Widder an der Ekliptik. Sie ist schätzungsweise 159 Millionen Lichtjahre von der Milchstraße entfernt und hat einen Durchmesser von etwa 70.000 Lichtjahren.
Das Objekt wurde am 16. Oktober 1784 von dem deutsch-britischen Astronomen Wilhelm Herschel entdeckt.